# العلاقات الكويتية الزيمبابوية
العلاقات الكويتية الزيمبابوية هي العلاقات الثنائية التي تجمع بين الكويت وزيمبابوي.

## مقارنة بين البلدين
هذه مقارنة عامة ومرجعية للدولتين:
| وجه المقارنة                                              | الكويت        | زيمبابوي |
| --------------------------------------------------------- | ------------- | --- |
| المساحة (كم2)                                             | 17.82 ألف     | 390.76 ألف |
| عدد السكان (نسمة)                                         | 4.14 مليون    | 16.53 مليون |
| الكثافة السكانية (ن./كم²)                                 | 232.32        | 42.3 |
| العاصمة                                                   | مدينة الكويت  | هراري |
| اللغة الرسمية                                             | اللغة العربية | لغة إنجليزية، اللغة الشونا، النديبيلية الشمالية ‏، لغة الشيشيوا، Barwe ‏، Kalanga language ‏، Tshwa language ‏، النداو ‏، اللغة التسونجا، لغة الإشارة الزيمبابوية ‏، اللغة السوتية، تونغا ‏، اللغة التسوانية، اللغة الفيندية، اللغة الكوسية |
| العملة                                                    | دينار كويتي   | دولار أمريكي |
| الناتج المحلي الإجمالي (بليون دولار)                      | 120.13 مليار  | 17.85 مليار |
| الناتج المحلي الإجمالي (تعادل القوة الشرائية) بليون دولار | 290.53 مليار  | 27.88 مليار |
| الناتج المحلي الإجمالي الاسمي للفرد دولار أمريكي          | 29.30 ألف     | 924 |
| الناتج المحلي الإجمالي للفرد دولار أمريكي                 | 73.25 ألف     | 1.79 ألف |
| مؤشر التنمية البشرية                                      | 0.816         | 0.509 |
| رمز المكالمات الدولي                                      | +965          | +263 |
| رمز الإنترنت                                              | .kw           | .zw |
| المنطقة الزمنية                                           | ت ع م+03:00   | ت ع م+02:00 |

## منظمات دولية مشتركة
يشترك البلدان في عضوية مجموعة من المنظمات الدولية، منها:
| علم المنظمة | اسم المنظمة                               | تاريخ انضمام الكويت | تاريخ انضمام زيمبابوي |
| ----------- | ----------------------------------------- | ------------------- | --------------------- |
|             | مؤسسة التنمية الدولية                     | 13 سبتمبر 1962      | 29 سبتمبر 1980        |
|             | الأمم المتحدة                             | 14 مايو 1963        | 25 أغسطس 1980         |
|             | منظمة التجارة العالمية                    | ?                   | ?                     |
|             | منظمة الشرطة الجنائية الدولية             | ?                   | ?                     |
|             | المركز الدولي لتسوية المنازعات الاستشارية | 4 مارس 1979         | 19 يونيو 1994         |
|             | الاتحاد الدولي للاتصالات                  | 14 أغسطس 1959       | 10 فبراير 1981        |
|             | البنك الدولي للإنشاء والتعمير             | 13 سبتمبر 1962      | 29 سبتمبر 1980        |
|             | الاتحاد البريدي العالمي                   | ?                   | ?                     |
|             | منظمة حظر الأسلحة الكيميائية              | ?                   | ?                     |
|             | مؤسسة التمويل الدولية                     | 13 سبتمبر 1962      | 29 سبتمبر 1980        |
|             | البنك الإفريقي للتنمية                    | ?                   | ?                     |
|             | وكالة ضمان الاستثمار متعدد الأطراف        | 12 أبريل 1988       | 10 أبريل 1992         |
|             | يونسكو                                    | 18 نوفمبر 1960      | 22 سبتمبر 1980        |

## وصلات خارجية
- موقع وزارة الخارجية الكويتية
- موقع وزارة الخارجية الزيمبابوية